# يحيى يحيى المراني
يحيى بن يحيى المراني (و.1958 -) ضابط يمني، كان وكيلاً لجهاز الأمن السياسي لقطاع الأمن الداخلي، في 25 ديسمبر 2014 أختطف الحوثيين اللواء المراني من منزله بصنعاء ، وأتهم الأمن السياسي رسمياً جماعة الحوثيين «أنصار الله» باختطاف المراني ، وتقلّد اللواء يحيى المراني منصب رئيس الأمن السياسي في محافظة صعدة معقل الحوثيين خلال الحروب السبعة التي خاضتها الحكومة ضدهم، وعمل المراني في الأمن السياسي بصعدة ل25 عاماً، وقد عين بعدها المراني وكيلاً ل«قطاع الأمن الداخلي» بالأمن السياسي، وبعد اختطافه بأسبوع أصدر الرئيس هادي بتعيين بديلاً له في المنصب،  أفرج عن المراني في 21 يناير 2015 بوساطة عمانية  بين اطراف حكومية والحوثيين، وتناولت مصادر اخبارية انه غادر البلاد بعد الإفراج عنه وذلك وفق الاتفاق الذي رعته الوساطة العمانية، ويعتبر المراني المسؤول عن ملف قضيتي خلايا التجسس الإيرانية التي قبض عليها في اليمن والسفينة "جيهان"، كما ينظر إليه بمثابة الصندوق الأسود لجهاز الأمن السياسي بسبب منصبه الرفيع وطبيعة القضايا التي تولى الإشراف عليها.

## مناصب تولاها
- رئيس الأمن السياسي في محافظة صعدة حتى 2014.
- رئيس لجنة الوساطة بين الحكومة والحوثيين في الحرب الرابعة]]، 2010.[8]
- وكيلاً لجهاز الأمن السياسي لقطاع الأمن الداخلي (2014- 2 يناير 2015).